# Gran Premio motociclistico d'Olanda 2013
Il Gran Premio motociclistico d'Olanda 2013 è stato la settima prova del motomondiale del 2013. Si è svolto dal 27 al 29 giugno 2013 sul circuito di Assen, ed ha visto vincere: Valentino Rossi in MotoGP, Pol Espargaró in Moto2 e Luis Salom in Moto3.

## MotoGP
Hiroshi Aoyama e Ben Spies, infortunati, vengono sostituiti rispettivamente da Iván Silva e Michele Pirro.
Durante le prime prove, Jorge Lorenzo cade rovinosamente sulla pista allagata rompendosi una clavicola; trasferitosi in Spagna è operato immediatamente e riesce a presentarsi al via del Gran Premio poche ore dopo. La pole position è ottenuta da Cal Crutchlow.
Al via il più veloce è Daniel Pedrosa, tallonato da Stefan Bradl e da Marc Márquez, ma si fa notare ben presto Valentino Rossi che, dopo una partenza incerta, riesce a portarsi in testa e mantenere il comando della gara sino alla fine. Si tratta della sua 106a vittoria in un gran premio del motomondiale, ottenuta a distanza di 993 giorni da quella precedente nel Gran Premio della Malesia 2010.
Per le altre posizioni sul podio la competizione è tra Marc Márquez e Cal Crutchlow, entrambi davanti a Daniel Pedrosa, con il pilota spagnolo che ottiene il secondo posto. Nelle posizioni immediatamente successive si piazzano Pedrosa e Jorge Lorenzo, con quest'ultimo che ottiene un risultato sorprendente dopo quanto accaduto durante le prove.

### Arrivati al traguardo
| Pos. | Nº | Pilota           | Squadra                   | Motocicletta       | Giri | Tempo           | Griglia | Punti |
| ---- | -- | ---------------- | ------------------------- | ------------------ | ---- | --------------- | ------- | ----- |
| 1º   | 46 | Valentino Rossi  | Yamaha Factory Racing     | Yamaha YZR-M1      | 26   | 41min 25s 202ms | 4º      | 25    |
| 2º   | 93 | Marc Márquez     | Repsol Honda              | Honda RC213V       | 26   | +2.170          | 2º      | 20    |
| 3º   | 35 | Cal Crutchlow    | Monster Yamaha Tech 3     | Yamaha YZR-M1      | 26   | +4.073          | 1º      | 16    |
| 4º   | 26 | Dani Pedrosa     | Repsol Honda              | Honda RC213V       | 26   | +7.832          | 5º      | 13    |
| 5º   | 99 | Jorge Lorenzo    | Yamaha Factory Racing     | Yamaha YZR-M1      | 26   | +15.510         | 12º     | 11    |
| 6º   | 6  | Stefan Bradl     | LCR Honda                 | Honda RC213V       | 26   | +27.519         | 3º      | 10    |
| 7º   | 19 | Álvaro Bautista  | Go&Fun Honda Gresini      | Honda RC213V       | 26   | +31.598         | 8º      | 9     |
| 8º   | 41 | Aleix Espargaró  | Power Electronics Aspar   | ART GP13           | 26   | +32.405         | 7º      | 8     |
| 9º   | 38 | Bradley Smith    | Monster Yamaha Tech 3     | Yamaha YZR-M1      | 26   | +33.751         | 6º      | 7     |
| 10º  | 4  | Andrea Dovizioso | Ducati Team               | Ducati Desmosedici | 26   | +33.801         | 15º     | 6     |
| 11º  | 69 | Nicky Hayden     | Ducati Team               | Ducati Desmosedici | 26   | +34.371         | 18º     | 5     |
| 12º  | 14 | Randy de Puniet  | Power Electronics Aspar   | ART GP13           | 26   | +57.674         | 9º      | 4     |
| 13º  | 29 | Andrea Iannone   | Energy T.I. Pramac Racing | Ducati Desmosedici | 26   | +1:01.424       | 13º     | 3     |
| 14º  | 51 | Michele Pirro    | Ignite Pramac Racing      | Ducati Desmosedici | 26   | +1:01.561       | 11º     | 2     |
| 15º  | 17 | Karel Abraham    | Cardion AB Motoracing     | ART GP13           | 26   | +1:04.426       | 17º     | 1     |
| 16º  | 9  | Danilo Petrucci  | Came IodaRacing Project   | Ioda-Suter MMX1    | 26   | +1:11.114       | 16º     |       |
| 17º  | 5  | Colin Edwards    | NGM Mobile Forward Racing | FTR MGP13 Kawasaki | 26   | +1:15.249       | 18º     |       |
| 18º  | 71 | Claudio Corti    | NGM Mobile Forward Racing | FTR MGP13 Kawasaki | 26   | +1:24.884       | 20º     |       |
| 19º  | 68 | Yonny Hernández  | Paul Bird Motorsport      | ART GP13           | 26   | +1:25.854       | 21º     |       |
| 20º  | 8  | Héctor Barberá   | Avintia Blusens           | FTR MGP13          | 26   | +1:25.978       | 14º     |       |
| 21º  | 67 | Bryan Staring    | Go&Fun Honda Gresini      | FTR MGP13 Honda    | 26   | +1:26.256       | 19º     |       |
| 22º  | 70 | Michael Laverty  | Paul Bird Motorsport      | PBM 01             | 26   | +1:26.610       | 22º     |       |
| 23º  | 22 | Iván Silva       | Avintia Blusens           | FTR MGP13          | 26   | +1:38.173       | 24º     |       |

### Ritirato
| Nº | Pilota      | Squadra                 | Motocicletta    | Giri | Griglia |
| -- | ----------- | ----------------------- | --------------- | ---- | ------- |
| 52 | Lukáš Pešek | Came IodaRacing Project | Ioda-Suter MMX1 | 10   | 23º     |

## Moto2
La gara viene vinta da Pol Espargaró, al termine di un confronto protrattosi per tutta la gara con Scott Redding, secondo sul traguardo, con il pilota britannico che mantiene la prima posizione in campionato con 30 punti di vantaggio proprio sullo spagnolo. Per Espargaró, autore anche della pole position, si tratta della terza affermazione stagionale, seconda consecutiva e dodicesima in carriera nel motomondiale.
Dopo Espargaró e Redding, il terzo posto è andato a Dominique Aegerter con la Suter MMX2 del team Technomag carXpert, al secondo podio in carriera nel motomondiale, a distanza di quasi un anno e mezzo da quando concluse al terzo posto il GP della Comunità Valenciana del 2011.
In occasione di questa gara viene assegnata una wildcard a Gino Rea.
Anthony West nel Gran Premio di Francia 2012 era risultato positivo a controlli antidoping, per tale motivo il 31 ottobre 2012 dopo il GP d'Australia è stata presa la decisione di annullare il risultato ottenuto in Francia e di squalificarlo per un mese, cosa che non gli ha permesso di partecipare all'ultima tappa del campionato 2012, a Valencia. In seguito, il 28 novembre 2013, vengono annullati tutti i suoi risultati ottenuti nei 17 mesi successivi al GP di Francia della stagione precedente, fra cui quello di questa gara.

### Arrivati al traguardo
| Pos. | Nº | Pilota              | Squadra                   | Motocicletta       | Giri | Tempo           | Griglia | Punti |
| ---- | -- | ------------------- | ------------------------- | ------------------ | ---- | --------------- | ------- | ----- |
| 1º   | 40 | Pol Espargaró       | Tuenti HP 40              | Kalex Moto2        | 24   | 39min 51s 883ms | 1º      | 25    |
| 2º   | 45 | Scott Redding       | Marc VDS Racing           | Kalex Moto2        | 24   | +0.117          | 3º      | 20    |
| 3º   | 77 | Dominique Aegerter  | Technomag carXpert        | Suter MMX2         | 24   | +3.509          | 10º     | 16    |
| 4º   | 36 | Mika Kallio         | Marc VDS Racing           | Kalex Moto2        | 24   | +3.656          | 8º      | 13    |
| 5º   | 80 | Esteve Rabat        | Tuenti HP 40              | Kalex Moto2        | 24   | +3.993          | 4º      | 11    |
| 6º   | 5  | Johann Zarco        | Came Iodaracing Project   | Suter MMX2         | 24   | +4.073          | 2º      | 10    |
| 7º   | 19 | Xavier Siméon       | Desguaces La Torre Maptaq | Kalex Moto2        | 24   | +9.095          | 5º      | 9     |
| 8º   | 12 | Thomas Lüthi        | Interwetten Paddock       | Suter MMX2         | 24   | +12.271         | 17º     | 8     |
| 9º   | 81 | Jordi Torres        | Aspar Team                | Suter MMX2         | 24   | +13.745         | 15º     | 7     |
| 10º  | 60 | Julián Simón        | Italtrans Racing          | Kalex Moto2        | 24   | +16.312         | 14º     | 6     |
| 11º  | 4  | Randy Krummenacher  | Technomag carXpert        | Suter MMX2         | 24   | +16.773         | 19º     | 5     |
| 12º  | 96 | Louis Rossi         | Tech 3                    | Tech 3 Mistral 610 | 24   | +17.247         | 18º     | 4     |
| 13º  | 23 | Marcel Schrötter    | Desguaces La Torre SAG    | Kalex Moto2        | 24   | +17.980         | 13º     | 3     |
| 14º  | 11 | Sandro Cortese      | Dynavolt Intact GP        | Kalex Moto2        | 24   | +22.296         | 11º     | 2     |
| 15º  | 15 | Alex De Angelis     | NGM Mobile Forward Racing | Speed Up SF13      | 24   | +25.825         | 16º     | 1     |
| 16º  | 88 | Ricard Cardús       | NGM Mobile Forward Racing | Speed Up SF13      | 24   | +26.126         | 22º     |       |
| 17º  | 18 | Nicolás Terol       | Aspar Team                | Suter MMX2         | 24   | +29.943         | 25º     |       |
| 18º  | 54 | Mattia Pasini       | NGM Mobile Racing         | Speed Up SF13      | 24   | +32.967         | 7º      |       |
| 19º  | 52 | Danny Kent          | Tech 3                    | Tech 3 Mistral 610 | 24   | +33.066         | 24º     |       |
| 20º  | 14 | Ratthapark Wilairot | Thai Honda PTT Gresini    | Suter MMX2         | 24   | +33.108         | 21º     |       |
| 21º  | 49 | Axel Pons           | Tuenti HP 40              | Kalex Moto2        | 24   | +40.301         | 26º     |       |
| 22º  | 44 | Steven Odendaal     | Argiñano & Gines Racing   | Speed Up SF13      | 24   | +45.433         | 27º     |       |
| 23º  | 17 | Alberto Moncayo     | Argiñano & Gines Racing   | Speed Up SF13      | 24   | +48.616         | 28º     |       |
| 24º  | 8  | Gino Rea            | Gino Rea Race             | FTR M213           | 24   | +48.913         | 23º     |       |
| 25º  | 72 | Yūki Takahashi      | Idemitsu Honda Team Asia  | Moriwaki MD600     | 24   | +1:00.853       | 30º     |       |
| 26º  | 7  | Doni Tata Pradita   | Federal Oil Gresini       | Suter MMX2         | 24   | +1:25.946       | 31º     |       |
| 27º  | 97 | Rafid Topan Sucipto | QMMF Racing               | Speed Up SF13      | 23   | +1 giro         | 32º     |       |

### Ritirati
| Nº | Pilota         | Squadra           | Motocicletta  | Giri | Griglia |
| -- | -------------- | ----------------- | ------------- | ---- | ------- |
| 63 | Mike Di Meglio | JiR Moto2         | TSR 6         | 19   | 9º      |
| 9  | Kyle Smith     | Blusens Avintia   | Kalex Moto2   | 17   | 29º     |
| 3  | Simone Corsi   | NGM Mobile Racing | Speed Up SF13 | 6    | 12º     |

### Non partiti
| Nº | Pilota           | Squadra          | Motocicletta | Griglia |
| -- | ---------------- | ---------------- | ------------ | ------- |
| 24 | Toni Elías       | Blusens Avintia  | Kalex Moto2  | 20º     |
| 30 | Takaaki Nakagami | Italtrans Racing | Kalex Moto2  |         |

### Squalificato
| Nº | Pilota       | Squadra     | Motocicletta  | Giri | Tempo   | Griglia |
| -- | ------------ | ----------- | ------------- | ---- | ------- | ------- |
| 95 | Anthony West | QMMF Racing | Speed Up SF13 | 24   | +16.288 | 6º      |

## Moto3
Luis Salom del team Red Bull KTM Ajo vince la gara della classe Moto3, conquistando la terza vittoria consecutiva dopo quelle al GP d'Italia ed al GP di Catalogna, realizzando la quarta affermazione stagionale ed incrementando a dieci punti il vantaggio in campionato rispetto a Maverick Viñales, secondo in questa gara ed anche nella graduatoria piloti. Al terzo posto Álex Rins, con l'ennesimo podio tutto di piloti di nazionalità spagnola, alla guida di motociclette KTM.
Da segnalare il quarto posto di Miguel Oliveira con la Mahindra MGP3O, dopo aver ottenuto la sua prima pole position in carriera nel motomondiale durante le prove di qualificazione.
In questa gara, Bryan Schouten e Thomas van Leeuwen partecipano con lo status di wildcard.

### Arrivati al traguardo
| Pos. | Nº | Pilota              | Squadra                      | Motocicletta   | Giri | Tempo           | Griglia | Punti |
| ---- | -- | ------------------- | ---------------------------- | -------------- | ---- | --------------- | ------- | ----- |
| 1º   | 39 | Luis Salom          | Red Bull KTM Ajo             | KTM RC 250 GP  | 22   | 38min 20s 086ms | 4º      | 25    |
| 2º   | 25 | Maverick Viñales    | Team Calvo                   | KTM RC 250 GP  | 22   | +0.122          | 3º      | 20    |
| 3º   | 42 | Álex Rins           | Estrella Galicia 0,0         | KTM RC 250 GP  | 22   | +0.282          | 5º      | 16    |
| 4º   | 44 | Miguel Oliveira     | Mahindra Racing              | Mahindra MGP3O | 22   | +0.378          | 1º      | 13    |
| 5º   | 12 | Álex Márquez        | Estrella Galicia 0,0         | KTM RC 250 GP  | 22   | +0.416          | 2º      | 11    |
| 6º   | 94 | Jonas Folger        | Mapfre Aspar                 | Kalex KTM      | 22   | +19.646         | 6º      | 10    |
| 7º   | 8  | Jack Miller         | Caretta Technology - RTG     | FTR M313       | 22   | +27.688         | 14º     | 9     |
| 8º   | 61 | Arthur Sissis       | Red Bull KTM Ajo             | KTM RC 250 GP  | 22   | +27.811         | 9º      | 8     |
| 9º   | 10 | Alexis Masbou       | Ongetta-Rivacold             | FTR M313       | 22   | +34.797         | 12º     | 7     |
| 10º  | 31 | Niklas Ajo          | Avant Tecno                  | KTM RC 250 GP  | 22   | +34.823         | 7º      | 6     |
| 11º  | 32 | Isaac Viñales       | Ongetta-Centro Seta          | FTR M313       | 22   | +35.130         | 8º      | 5     |
| 12º  | 7  | Efrén Vázquez       | Mahindra Racing              | Mahindra MGP3O | 22   | +35.361         | 17º     | 4     |
| 13º  | 23 | Niccolò Antonelli   | Go&Fun Gresini               | FTR M313       | 22   | +35.523         | 10º     | 3     |
| 14º  | 5  | Romano Fenati       | San Carlo Team Italia        | FTR M313       | 22   | +35.628         | 22º     | 2     |
| 15º  | 41 | Brad Binder         | Ambrogio Racing              | Suter MMX3     | 22   | +35.886         | 21º     | 1     |
| 16º  | 84 | Jakub Kornfeil      | Redox RW Racing GP           | Kalex KTM      | 22   | +35.948         | 18º     |       |
| 17º  | 63 | Zulfahmi Khairuddin | Red Bull KTM Ajo             | KTM RC 250 GP  | 22   | +36.169         | 35º     |       |
| 18º  | 89 | Alan Techer         | CIP Moto3                    | TSR3C          | 22   | +36.486         | 13º     |       |
| 19º  | 51 | Bryan Schouten      | Dutch Racing                 | FTR M313       | 22   | +36.632         | 20º     |       |
| 20º  | 77 | Lorenzo Baldassarri | Go&Fun Gresini               | FTR M313       | 22   | +36.747         | 15º     |       |
| 21º  | 17 | John McPhee         | Caretta Technology - RTG     | FTR M313       | 22   | +38.583         | 24º     |       |
| 22º  | 65 | Philipp Öttl        | Tec Interwetten Moto3 Racing | Kalex KTM      | 22   | +50.764         | 25º     |       |
| 23º  | 11 | Livio Loi           | Marc VDS Racing              | Kalex KTM      | 22   | +50.843         | 16º     |       |
| 24º  | 9  | Toni Finsterbusch   | Kiefer Racing                | Kalex KTM      | 22   | +50.963         | 26º     |       |
| 25º  | 19 | Alessandro Tonucci  | La Fonte Tascaracing         | FTR M313       | 22   | +51.168         | 23º     |       |
| 26º  | 4  | Francesco Bagnaia   | San Carlo Team Italia        | FTR M313       | 22   | +51.285         | 19º     |       |
| 27º  | 3  | Matteo Ferrari      | Ongetta-Centro Seta          | FTR M313       | 22   | +51.748         | 31º     |       |
| 28º  | 57 | Eric Granado        | Mapfre Aspar                 | Kalex KTM      | 22   | +58.945         | 27º     |       |
| 29ª  | 22 | Ana Carrasco        | Team Calvo                   | KTM RC 250 GP  | 22   | +1:10.891       | 30ª     |       |
| 30º  | 66 | Florian Alt         | Kiefer Racing                | Kalex KTM      | 22   | +1:37.593       | 34º     |       |
| 31º  | 29 | Hyuga Watanabe      | La Fonte Tascaracing         | FTR M313       | 22   | +1:37.767       | 28º     |       |

### Ritirati
| Nº | Pilota             | Squadra                 | Motocicletta | Giri | Griglia |
| -- | ------------------ | ----------------------- | ------------ | ---- | ------- |
| 53 | Jasper Iwema       | RW Racing GP            | Kalex KTM    | 18   | 11º     |
| 71 | Thomas van Leeuwen | Racing Team van Leeuwen | Bakker Honda | 17   | 33º     |
| 99 | Danny Webb         | Ambrogio Racing         | Suter MMX3   | 9    | 29º     |
| 58 | Juanfran Guevara   | CIP Moto3               | TSR3C        | 0    | 32º     |